# Microrreserva Barranco de la Fuente de la Gota
La Microrreserva de flora Barranco de la Fuente de la Gota, se sitúa en el término municipal de Chiva, Provincia de Valencia y tiene una superficie de 19,99 ha. Fue declarada por Orden de la Consellería de Territorio y Vivienda el 17 de julio de 2006.

## Especies prioritarias
Anthyllis onobrychioides, Brassica repanda subsp. blancoana, Dianthus hispanicus subsp. edetanus, Dictamnus hispanicus, Lonicera splendida, Satureja innota, Saxifraga latepetiolata, Sideritis incana subsp. edetana, Teucrium angustissimum, Teucrium pugionifolium, Thymus piperella.

## Unidades de vegetación prioritarias
- Matorral termomediterrámeo y preestépico (código Natura 2000: 5330)[3]
- Pendientes rocosas calcícolas con vegetación casmofítica (código Natura 2000:8210[3]

## Limitaciones de uso[3]
Queda prohibida la realización de aprovechamientos madereros. No podrán realizarse aclareos o labores silvícolas dentro de la microrreserva, exceptuados los siguientes casos:
- a. Las extracciones por motivos fitosanitarios o para prevención de daños por caída sobre personas o las poblaciones de especies protegidas o amenazadas.
- b. Aclareos post-incendio, en el caso de que la zona sufriera incendios forestales. Dichos aclareos deberán constar en un programa específico multianual.
- c. Aclareos para reducción de combustibilidad en las inmediaciones de la pista forestal.